# Elk Mountains (Colorado)
Die Elk Mountains sind eine Bergkette der südlichen Rocky Mountains im US-Bundesstaat Colorado. Die Gebirgskette liegt in den Countys Pitkin und Gunnison und verläuft über eine Länge von ca. 80 km in NW-SO-Richtung. Begrenzt werden die Elk Mountains vom Roaring Fork River im Norden, von der Sawatch Range im Osten, den West Elk Mountains im Südwesten und vom Crystal River im Westen. 

## Geologie
Im Gebiet der heutigen Elk Mountains herrschte im Zeitalter Karbon ein sehr warmes und feuchtes Klima. In dieser Zeit haben die Kohleflöze ihren Ursprung, welche sich heute im westlichen und südlichen Teil der Bergkette befinden. Entstanden sind die Elk Mountains im Rahmen der Laramischen Gebirgsbildung. Dabei kam es vor allem in der östlichen Hälfte der Bergkette zu einem Aufstieg von Magma, aus welcher sich Erzlagerstätten bildeten. Dieser Abschnitt der Elk Mountains ist Bestandteil vom Colorado Mineral Belt. Vor allem die Vorkommen von Silbererz lösten in den 1880ern einen wahren Rausch aus und führten zu einer raschen Erschließung der Elk Mountains. Die meisten dieser Bergbauorte waren aber ein paar Jahrzehnte später wieder von der Landkarte verschwunden. 

## Naturschutz
Große Teile der Elk Mountains liegen in den beiden Nationalforsten White River National Forest und Gunnison National Forest. Des Weiteren sind die beiden Naturschutzgebiete Maroon Bells-Snowmass Wilderness sowie Raggeds Wilderness Teil der Bergkette.

## Erhebungen
- Castle Peak 4352 m
- Maroon Peak, 4317 m
- Capitol Peak, 4307 m
- Snowmass Mountain, 4295 m
- Pyramid Peak, 4275 m
- Cathedral Peak, 4252 m
- Treasure Mountain, 4125 m